# Wilma Mankiller
Wilma Perle Mankiller, née le 18 novembre 1945 et morte le 6 avril 2010, est une personnalité politique américaine.  
Elle est la première femme chef de la nation Cherokee. 

## Biographie
Wilma Perle Mankiller est née le 18 novembre 1945 à Tahlequah en Oklahoma, fille de Charley Mankiller et de Clara Irene Sitton et sixième d'une fratrie de onze enfants.
Membre libéral du Parti démocrate, elle sert comme cheffe de la nation Cherokee pendant dix ans, de 1985 à 1995. Sous sa direction, la Nation Cherokee se dote d'un département dédié au développement de la communauté, et voit sa population de citoyens passer de 55 000 à 156 000.
Elle est l'auteur d'un livre best-seller autobiographique : Mankiller: A Chief and Her People. Elle co-écrit également Every Day Is a Good Day: Reflections by Contemporary Indigenous Women.
Elle meurt le 6 avril 2010 d'un cancer du pancréas.

## Distinctions
En 1993, Wilma Mankiller est inscrite au National Women's Hall of Fame et en 1998, elle reçoit des mains de Bill Clinton la médaille présidentielle de la Liberté.

## Dans la fiction
Dans The Glorias (2020), biopic sur Gloria Steinem, son rôle est interprété par Kimberly Guerrero.